# Banda Beijo
Banda Beijo est un groupe de musique brésilien de musique axé, originaire de l'État de Bahia. Il tire son origine dans le bloco Beijo et fut créé en 1988, avec pour chanteur Netinho. De 1998 à 2002, le groupe fut mené par la chanteuse Gil.

## Discographie
- Prove Beijo (1988)
- Sem Repressão (1989)
- Beijo (1990)
- Badameiro (1991)
- Axé Music (1992)
- Banda Beijo Ao Vivo (1998)
- Meu Nome é Gil (1999)
- Apaixonada (2000)